# Nullivilai
Nullivilai es una  ciudad censal situada en el distrito de Kanyakumari en el estado de Tamil Nadu (India). Su población es de 16138 habitantes (2011). Se encuentra a 61 km de Thiruvananthapuram y a 75 km de Tirunelveli. 

## Demografía
Según el censo de 2011 la población de Nullivilai era de 16138 habitantes, de los cuales 8080 eran hombres y 8058 eran mujeres. Nullivilai tiene una tasa media de alfabetización del 92,74%, superior a la media estatal del 80,09%: la alfabetización masculina es del 94,58%, y la alfabetización femenina del 90,70%.